# Jim Clark
James „Jim“ Clark Jr. (Skócia, Kilmany, 1936. március 4. – Nyugat-Németország, Hockenheimring, 1968. április 7.) brit autóversenyző, Skóciából. 1960 és 1968 között több mint 70 Formula–1-es nagydíjon vett részt, kétszeres világbajnok (1963 és 1965), az 1965-ös indianapolisi 500 győztese. A The Times 2009-ben a legnagyobb Formula–1-es versenyzőnek választotta meg. Számos későbbi világbajnok, köztük Jackie Stewart, Alain Prost és Ayrton Senna tekintette példaképének. 25 futamgyőzelme halála idején rekordnak számított. A Brit Birodalom Rendjének (OBE) birtokosa.

## Származása
Skócia délkeleti részén, Kilmanyben született, egy juhtenyésztésből élő farmercsaládban 1936. március 4-én. Egyetlen fiúként ő volt a legfiatalabb a család öt gyermeke közül. Fiatalon magazinokból szerzett tudomást az akkori autóversenyekről. Az érettségi vizsga után mezőgazdasági tanulmányokat folytatott, a családi hagyománynak megfelelően.
Bár szülei ellenezték az ötletet, Clark versenyezni kezdett helyi raliversenyeken saját Sunbeam-Talbotjával. Legelső versenyén, 1956-ban egy DKW-val indult. Az első nagyobb, nemzeti versenyeken 1958-ban indult először egy Jaguar D-Type volánja mögött. 33 versenyen indult el, ebből 20 alkalommal nyert, 8 második helyet szerzett. A Scottish Speed Championshipet fölényesen nyerte. A szezon utolsó versenyén egy Lotus Elite-tel indult és megismerte Colin Chapmant, a Team Lotus tulajdonosát. 1959-ben a versenycsapattal 23 első, 9 második helyezést könyvelhetett el. Clark már akkor ismert volt kíméletes vezetési stílusáról és a versenygépek beállításához való tehetségéről.

## Formula–1
1960-tól a Formula–1-ben is indult, kizárólag a Lotusszal, Chapman vezetése alatt, akivel baráti kapcsolatot tartott fenn. Bár a holland nagydíjon kiesett, második versenyén, Belgiumban ötödik helyével pontot szerzett. A futamot két versenyző halálos balesete is beárnyékolta (Chris Bristow és Alan Stacey).
A következő évben, 1961-ben Clark belebonyolódott a sportág legsúlyosabb kimenetelű balesetébe. Az olasz nagydíj második körében, a Parabolica kanyar előtti egyenesben nekiütközött a bajnokságot vezető Wolfgang von Trips Ferrarijának. A német versenyző autója nekirepült az oldalsó földfalnak, és a tribün előtti drótkerítésnek ütközött. A balesetben tizenöten haltak meg, további 60 néző megsérült. Trips kiesett autójából és tarkótörés miatt azonnal meghalt.

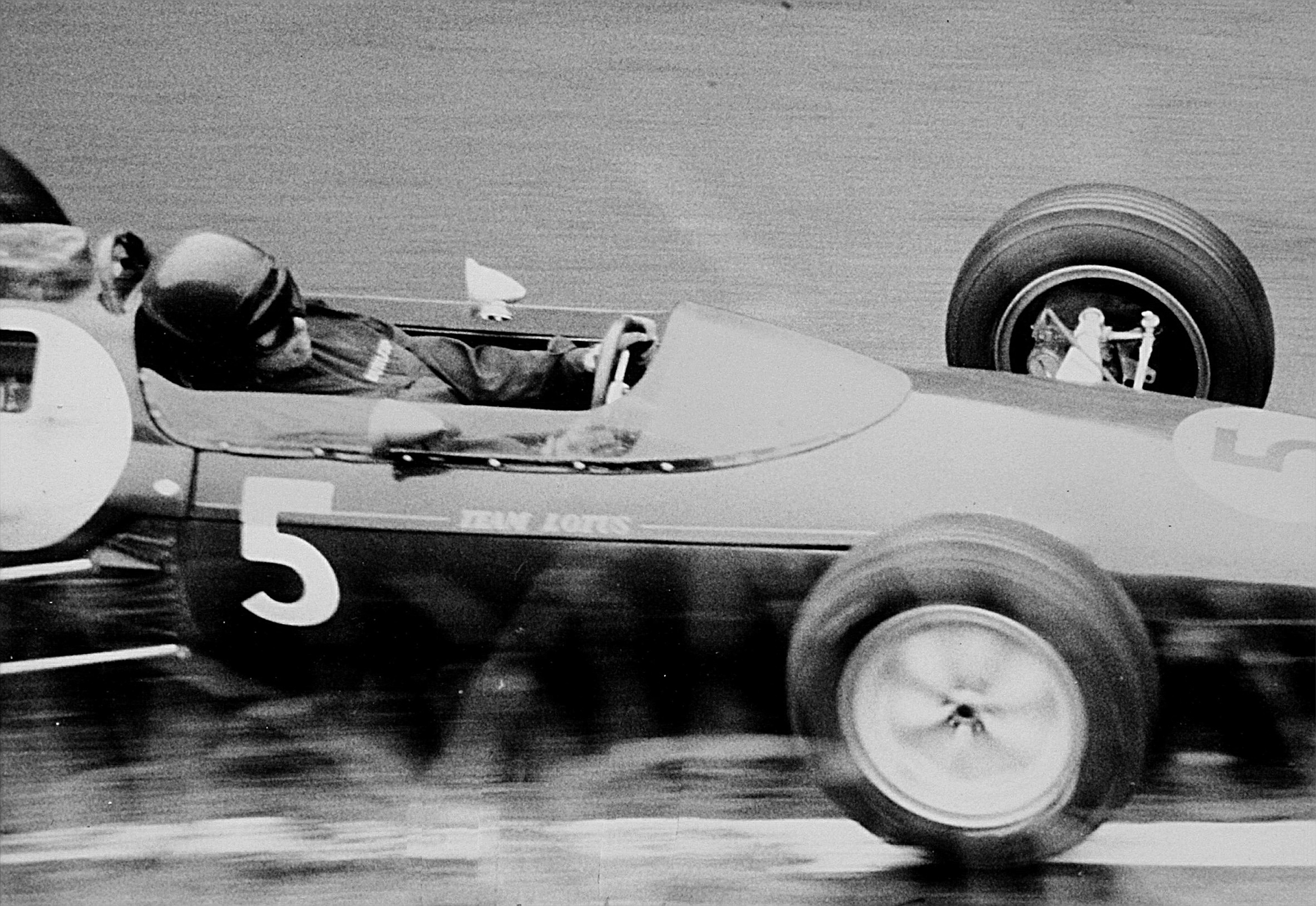
Az 1962-es német nagydíjon

Clark 1962-ben nyerte első futamát, a belga nagydíjat. Ez évben a forradalmi, önhordó karosszériás Lotus 25-össel Clark hat pole-pozíciót szerzett, de gyakran esett ki technikai hiba miatt a versenyeken. Három győzelmével az évadzáró dél-afrikai nagydíjon még volt esélye a bajnoki címre, de kiesett. A világbajnok Graham Hill lett.
1963-ban azonban hét versenyt megnyerve, a maximális pontszámot megszerezve világbajnok lett. Monacóban a pole-ból indult, de a versenyt a váltó meghibásodása miatt feladni kényszerült. A belga nagydíj időmérésén ismét a váltóval akadtak gondjai, ezért csak nyolcadikként indult. A nedves pályán az első kör végére az élre került, majd győzött közel ötperces előnnyel. Zandvoortban, Reimsben és Silverstone-ban az első helyről indulva nyert. Bár a Nürburgringen is az első helyről indult, a futam során Lotusa gyújtása fokozatosan kihagyott, ezért csak második lett Surtees mögött. Monzában Hillel és Dan Gurney-vel harcolt az első helyért, de később mindketten kiestek, így Clark könnyedén megnyerte a futamot, egyben bebiztosította első bajnoki címét is. Watkins Glenben a második pozíció szerezte meg, de a felvezető körben akkumulátora meghibásodott, és mire a szerelők kicserélték, az utolsó helyen autózóhoz képest is kétkörös hátrányba került. A futam végére a harmadik helyre ért fel. Mexikóban és East Londonban is győzött, így hét futamgyőzelmével egy évadban rekordot állított fel. Mivel csak a hat legjobb eredményt vették figyelembe az év végén, Clark maximális pontszámmal győzött.

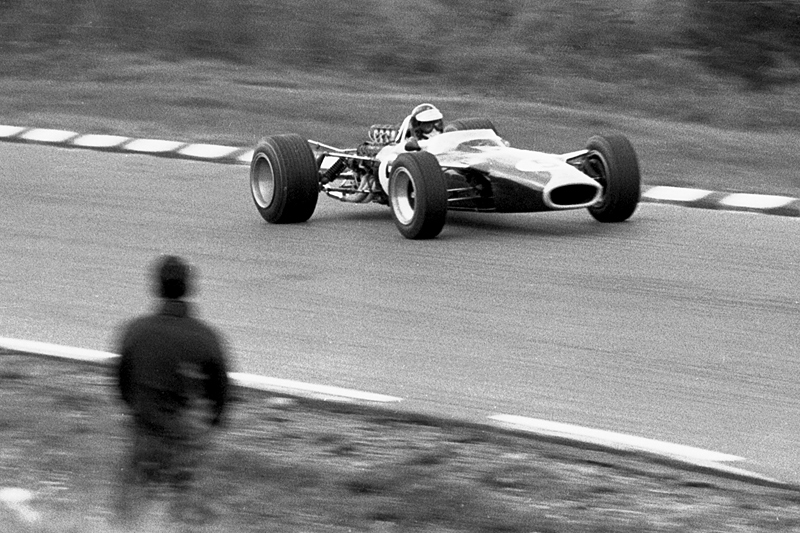
1967-ben Watkins Glenben

1964-ben, az év elején megnyerte a Holland, Belga és brit nagydíjat. Ezt követően 4 versenyen kiesett. Az utolsó előtti versenyen, Watkins Glenben a 40. körig vezette a futamot. Ekkor gyújtáskihagyás hátráltatta, gyorsan esett vissza a mezőnyben. Csapata ekkor behívta csapattársát, hogy a két versenyzőjük autót cseréljen. Clark így nem szerezhetett pontot, de abban reménykedett, hogy helyezésével pontot vehet el riválisaitól. Az utolsó körökben az üzemanyagpumpa meghibásodása miatt elveszítette esélyét, hogy megelőzze világbajnoki ellenfeleit. A szezonzáró mexikói nagydíjon ismét az első helyről indult. Graham Hill kiesése után úgy tűnt, az élen haladó Clark megszerzi második bajnoki címét, de hét körrel a leintés előtt a Lotusból olaj kezdett szivárogni, majd a motor az utolsó körben meg is állt. Bandini elengedte Surteest, aki így második helyével elegendő pontot szerzett, hogy világbajnok legyen.
1965-ben győzött a szezonnyitón, de a következő monacói nagydíjat kihagyta, mivel az indianapolisi 500-on vett részt, amelyet meg is nyert. Ezután sorozatban öt versenyen győzött, a német nagydíjon pedig bebiztosította bajnoki címét. A hátralévő Olasz, Amerikai és mexikói nagydíjon kiesett, de így is ismét maximális pontszámmal lett bajnok.
1966-ban a motorok hengerűrtartalmát 3 literre emelték, csapat a korábbi Climax motorokról a 16 hengeres BRM motorra váltott, amely nem volt elég versenyképes. Clark ennek ellenére győzött Watkins Glenben, amely a 16 hengeres motorok egyetlen Formula–1-es győzelme maradt. Clark 16 ponttal a 6. helyen végzett az egyéni bajnokságban.

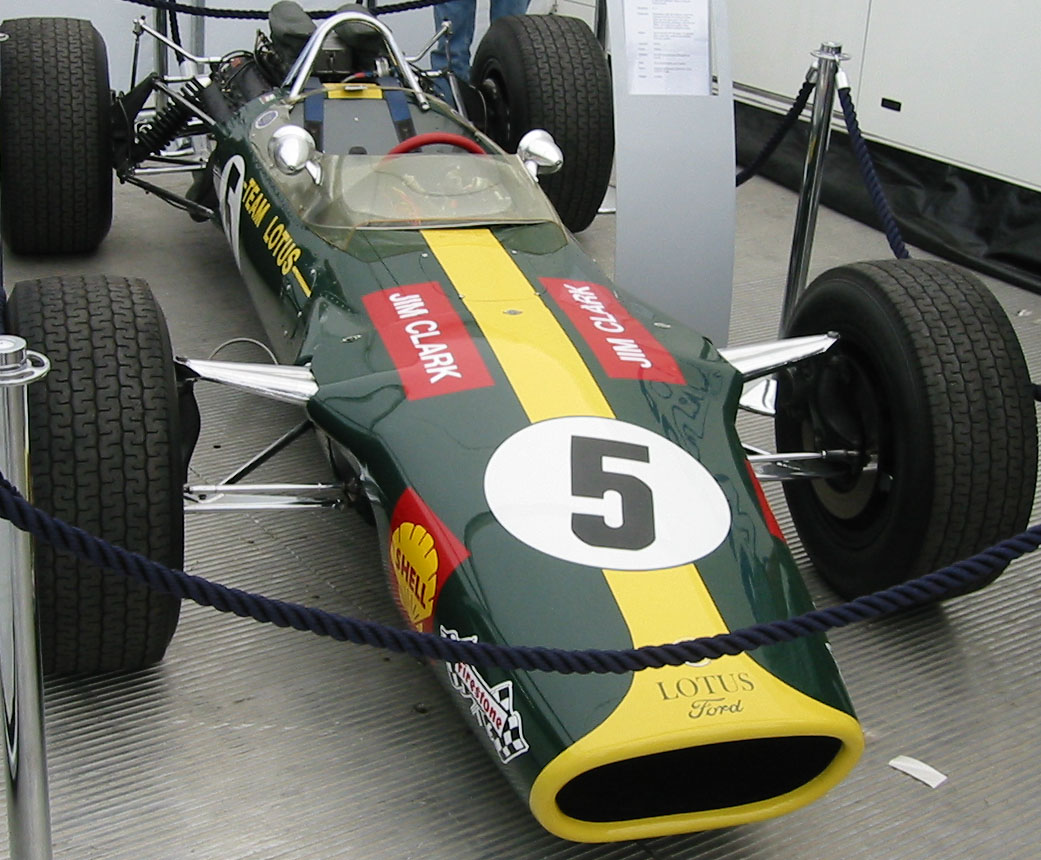
Lotus 49-es

1967-ben a korábbi rivális Graham Hill lett a csapattársa. A holland nagydíjon, a Lotus autóiban mutatkozott be a sikeres Ford-Cosworth DFV motor, amellyel Clark azonnal győzött is. Az évadban a skót sokszor nyerte meg az időmérő edzéseket, köztük a nürburgringi futamon is az első helyről indulhatott, melyet 9 másodperc előnnyel szerzett meg, de a versenyeken gyakran ki kellett állnia technikai hibák miatt. Összesen 4 versenyen győzött az évben, de csak a harmadik helyen rangsorolták a bajnokságban.
Élete egyik legnagyobb versenyét az 1967-es olasz nagydíjon teljesítette, bár nem nyerte meg. A futam elején vezette a versenyt, de utána ki kellett állnia szerelőihez javításra. A boxkiállás másfél percébe került, körhátrányban érkezett vissza a pályára. A verseny végére felküzdötte magát az élre, ám az utolsó néhány száz méteren leállt a versenyautója a benzinpumpa hibája miatt. A harmadik helyen ért célba.
Élete utolsó bajnoki versenyét, az 1968-as szezonnyitó dél-afrikai nagydíjat is megnyerte, 25. futamgyőzelmével megdöntötte Juan Manuel Fangio rekordját.

## Halála

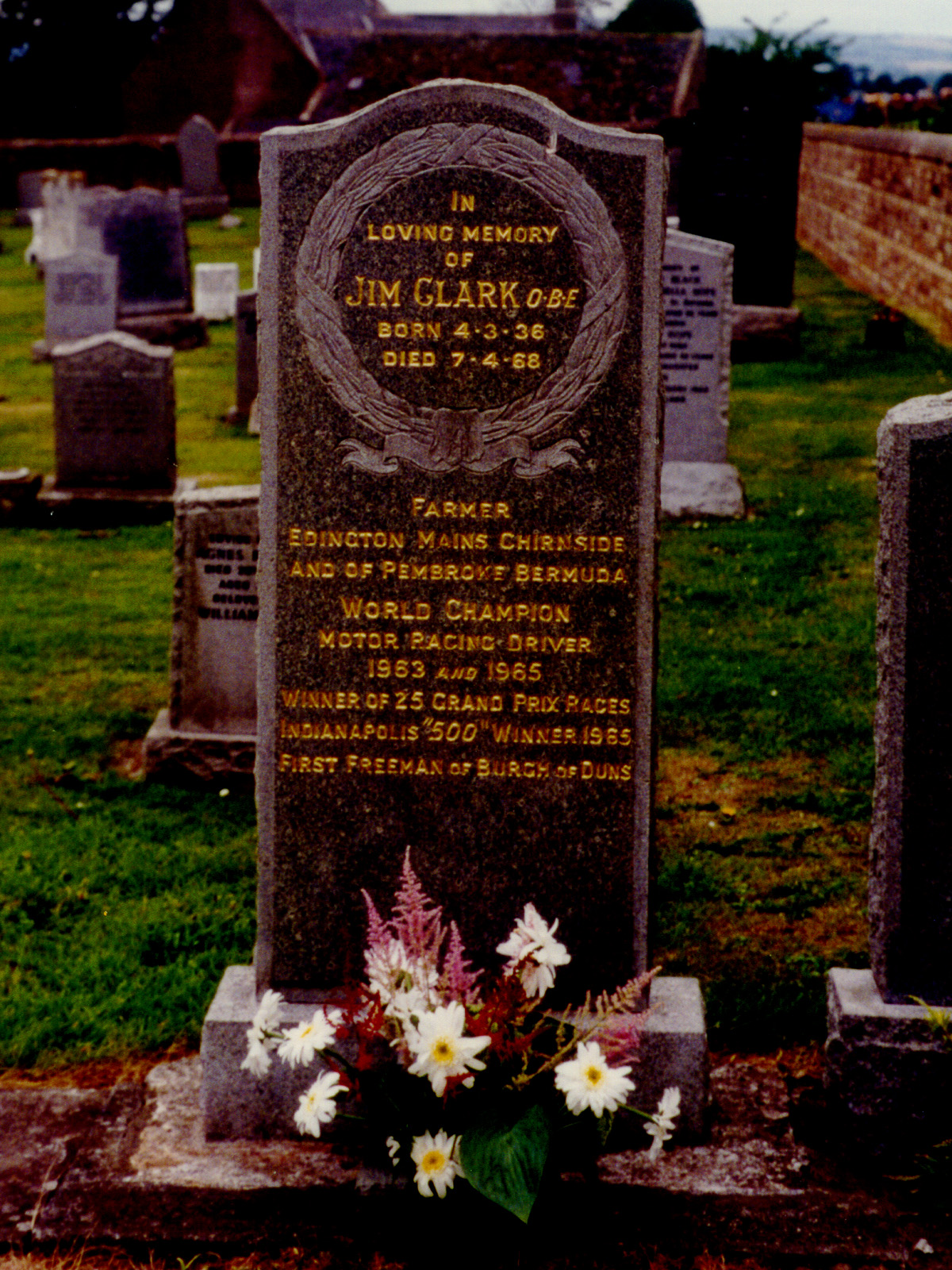
Clark sírja Chirnside-ban

Clark eredetileg a BOAC 1000 km-es sportautóversenyen vett volna részt Brands Hatch-ben, de a Firestone-nal kötött szerződés értelmében a Deutschland Trophäe nevű Formula–2-es versenyen kellett részt vennie. Az 1968. április 7-én, a Hockenheimringen tartott versenyen számos ismert versenyző, köztük Jean-Pierre Beltoise, Henri Pescarolo, Chris Amon is részt vett. A Gold Leaf Team Lotus Clarkot és Hillt indította a két részben megtartott versenyen. Az első rész ötödik körében Clark Lotus 48-asa letért a pályáról és a fáknak ütközött. A skót nyak- és koponyatörést szenvedett, még a kórházba érkezés előtt elhunyt. A baleset pontos oka máig sem ismert, legnagyobb valószínűséggel a hátsó kerék defektje okozhatta a balesetet.
Clark halála megrázta a Formula–1-et, temetésére a világ számos pontjáról érkeztek emberek. Halála után egy hónapig a Lotus utcai autóinak jelvényét feketére festették. Ebben az évben még három Formula–1-es versenyző vesztette életét balesetben. Miután Graham Hill a Lotusszal megnyerte az 1968-as bajnokságot, Clarknak ajánlotta címét.

## Teljes Formula–1-es eredménysorozata
(Táblázat értelmezése)

(Félkövér: pole-pozícióból indult; dőlt: leggyorsabb kört futott) 

| Év   | Csapat | 1      | 2      | 3      | 4      | 5      | 6      | 7      | 8      | 9      | 10     | 11    | 12  | Helyezés | Pont    |
| ---- | ------ | ------ | ------ | ------ | ------ | ------ | ------ | ------ | ------ | ------ | ------ | ----- | --- | -------- | ------- |
| 1960 | Lotus  | ARG    | MON    | 500    | NED Ki | BEL 5  | FRA 5  | GBR 16 | POR 3  | ITA    | USA 16 |       |     | 10.      | 8       |
| 1961 | Lotus  | MON 10 | NED 3  | BEL 12 | FRA 3  | GBR Ki | GER 4  | ITA Ki | USA 7  |        |        |       |     | 7.       | 11      |
| 1962 | Lotus  | NED 9  | MON Ki | BEL 1  | FRA Ki | GBR 1  | GER 4  | ITA Ki | USA 1  | RSA Ki |        |       |     | 2.       | 30      |
| 1963 | Lotus  | MON 8  | BEL 1  | NED 1  | FRA 1  | GBR 1  | GER 2  | ITA 1  | USA 3  | MEX 1  | RSA 1  |       |     | 1.       | 54 (73) |
| 1964 | Lotus  | MON 4  | NED 1  | BEL 1  | FRA Ki | GBR 1  | GER Ki | AUT Ki | ITA 15 | USA 7  | MEX 5  |       |     | 3.       | 32      |
| 1965 | Lotus  | RSA 1  | MON    | BEL 1  | FRA 1  | GBR 1  | NED 1  | GER 1  | ITA 10 | USA Ki | MEX Ki |       |     | 1.       | 54      |
| 1966 | Lotus  | MON Ki | BEL Ki | FRA Ni | GBR 4  | NED 3  | GER Ki | ITA Ki | USA 1  | MEX Ki |        |       |     | 6.       | 16      |
| 1967 | Lotus  | RSA Ki | MON Ki | NED 1  | BEL 6  | FRA Ki | GBR 1  | GER Ki | CAN Ki | ITA 3  | USA 1  | MEX 1 |     | 3.       | 41      |
| 1968 | Lotus  | RSA 1  | ESP    | MON    | BEL    | NED    | FRA    | GBR    | GER    | ITA    | CAN    | USA   | MEX | 11.      | 9       |

## Le Mans-i 24 órás versenyek
| Év   | Helyezés | Csapat         | Autó                  | Csapattárs     |
| ---- | -------- | -------------- | --------------------- | -------------- |
| 1959 | 10       | Border Reivers | Lotus Elite Mk.14     | John Withemore |
| 1960 | 3        | Border Reivers | Aston Martin DBR1/300 | Roy Salvadori  |
| 1961 | Ki       | Border Reivers | Aston Martin DBR1/300 | Ron Flockhart  |

## Indy 500-as eredményei

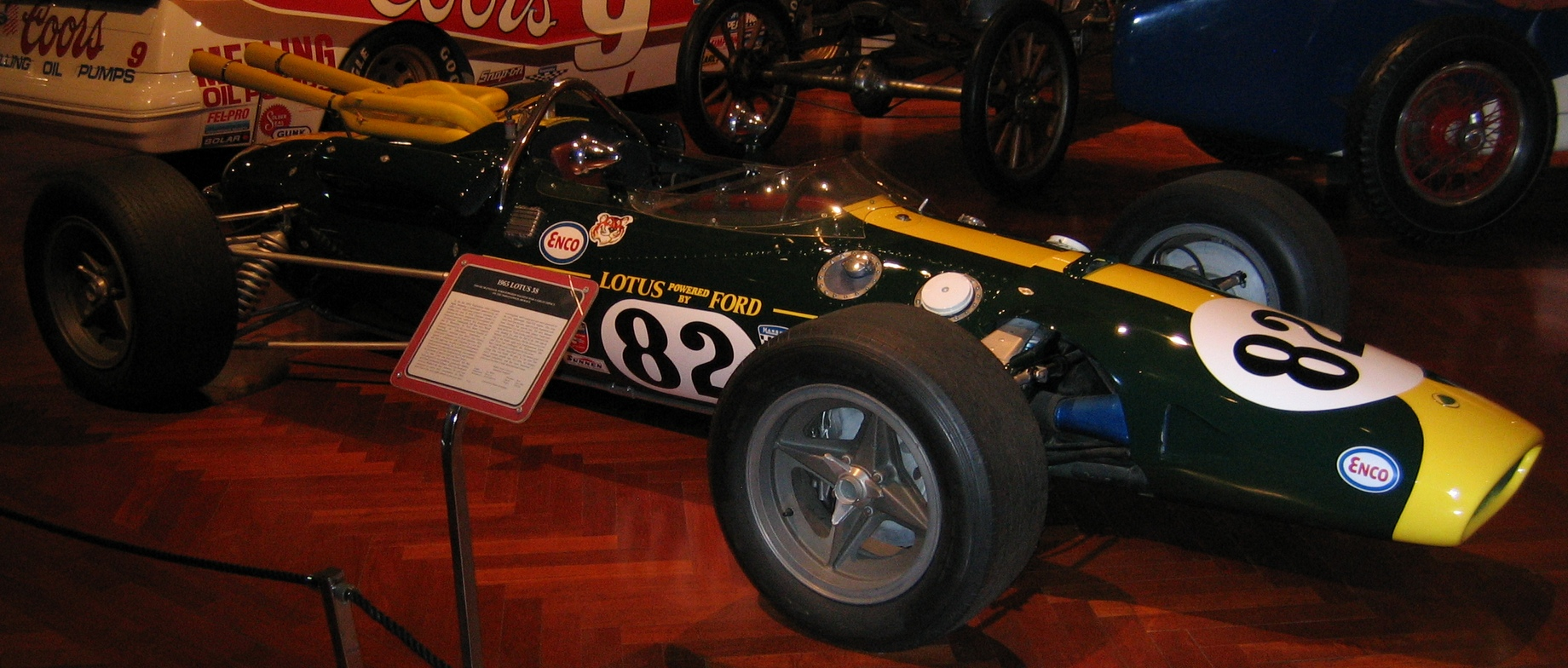
1965-ös győztes Indy 500-as autója

| Év   | Modell     | Motor | Rajthely | Célban |
| ---- | ---------- | ----- | -------- | ------ |
| 1963 | Lotus 29/3 | Ford  | 5.       | 2.     |
| 1964 | Lotus 34/3 | Ford  | 1.       | 24.    |
| 1965 | Lotus 38/1 | Ford  | 2.       | 1.     |
| 1966 | Lotus 38/4 | Ford  | 2.       | 2.     |
| 1967 | Lotus 38/7 | Ford  | 16.      | 31.    |